# Toni Tones
Gbemi Anthonia Adefuye ( výslovnost), profesionálně známá jako Toni Tones ( výslovnost; * 20. července 1985), je nigerijská mediální osobnost, herečka a fotografka. V roce 2020 byla nominována na cenu Africa Magic Viewers' Choice Awards za nejlepší herečku ve vedlejší roli.

## Životopis
Adefuye se narodila jako nejmladší z pětičlenné rodiny. První vzdělání absolvovala v Lagosu, kde dokončila svá studia na Queen's College. Ve čtrnácti letech dělala modelku pro Dakova, protože byl rodinným přítelem.
Její celé jméno je Gbemisola Anthonia Adefuye a studovala na University of Lancaster ve Velké Británii, kde studovala marketing a ekonomii. Po dokončení kurzu se v roce 2009 vrátila do Nigérie, a začala se zajímat o showbyznys. Její bratr byl hudebníkem v kapele Oxygen a Tones se původně rozhodl být fotografem v showbyznysu. Její portfolio upoutalo pozornost D'banjovy reality show Koko Mansion.
V roce 2017 Adefuye Gbemisola pokračovala ve fotografické práci, stála za fotoaparátem, i před ním. Objevila se jako herečka ve webovém televizním seriálu "Gidi-culture"; v několika filmech, včetně It's Her Day v roce 2016. Zahrála si také ve filmu King of Boys. jako mladší Eniola Salami. Film měl premiéru 21. října 2020. Na AMVCA 2020 si vysloužila nominaci na „Nejlepší herečku ve vedlejší roli ve filmu nebo televizním seriálu“ za film „King Of Boys“.
V roce 2020 byla v obsazení Quam's Money, který je pokračováním filmu New Money z roku 2018. Navazující příběh sleduje, co se stane, když se z ostrahy (Quam) náhle stane multimilionář. Nové obsazení vedli Falz, Jemima Osunde, Blossom Chukwujekwu, Nse Ikpe-Etim a Tones.

## Filmografie

### Televize
| Rok  | Název                                | Role         | Poznámka                | Ref    |
| ---- | ------------------------------------ | ------------ | ----------------------- | ------ |
| 2014 | Deadline                             | Beverly      |                         |        |
| 2014 | Married to the Game                  | Ms. Fatai    |                         |        |
| 2016 | Rumour Has It                        |              | An NdaniTV web series   |        |
| 2018 | Forbidden                            |              |                         |        |
| 2018 | Room 420                             | Becky        |                         |        |
| 2020 | Assistant Madams                     | Self         |                         |        |
| 2020 | Smart Money Woman                    | Lara         |                         | [ 10 ] |
| 2021 | Mascara                              | Claire       |                         |        |
| 2021 | King of Boys: The Return of the King | Young Eniola | Netflix original series | [ 11 ] |

### Filmy
| Rok  | Název                | Role         | Poznámka | Ref    |
| ---- | -------------------- | ------------ | -------- | ------ |
| 2015 | What Lies Untold     |              |          |        |
| 2016 | It's Her Day         | Stacy        |          |        |
| 2017 | Royal Hibiscus Hotel |              |          |        |
| 2017 | 5th Floor            |              |          |        |
| 2017 | Head over Heels      |              |          |        |
| 2018 | The Eve              | Ngozi        |          |        |
| 2018 | Lara and the Beat    | Trish        |          | [ 12 ] |
| 2018 | King of Boys         | Young Eniola |          | [ 7 ]  |
| 2019 | Your Excellency      | Stephanie    |          |        |
| 2020 | Quam's Money         |              |          | [ 9 ]  |
| 2022 | Brotherhood          | Goldie       |          | [ 13 ] |

## Ceny a nominace
| Rok  | Cena                                | kategorie                                               | Délo         | Výsledek | Ref           |
| ---- | ----------------------------------- | ------------------------------------------------------- | ------------ | -------- | ------------- |
| 2020 | Africa Movie Academy Awards         | Nejlepší herečka ve vedlejší roli ve filmu nebo seriálu | King of Boys | nominace | [ 8 ]         |
| 2020 | 2020 Best of Nollywood Awards       | Nejlepší herečka v hlavní roli                          | Killing Jade | nominace | [ 14 ]        |
| 2023 | Africa Magic Viewers' Choice Awards | Nejlepší herečka ve vedlejší roli                       | Brotherhood  | nominace | [ 15 ] [ 16 ] |